# Saint-Denis-le-Ferment
Saint-Denis-le-Ferment è un comune francese di 510 abitanti situato nel dipartimento dell'Eure nella regione della Normandia.

## Società

### Evoluzione demografica
Abitanti censiti